# Herakleia Minoa

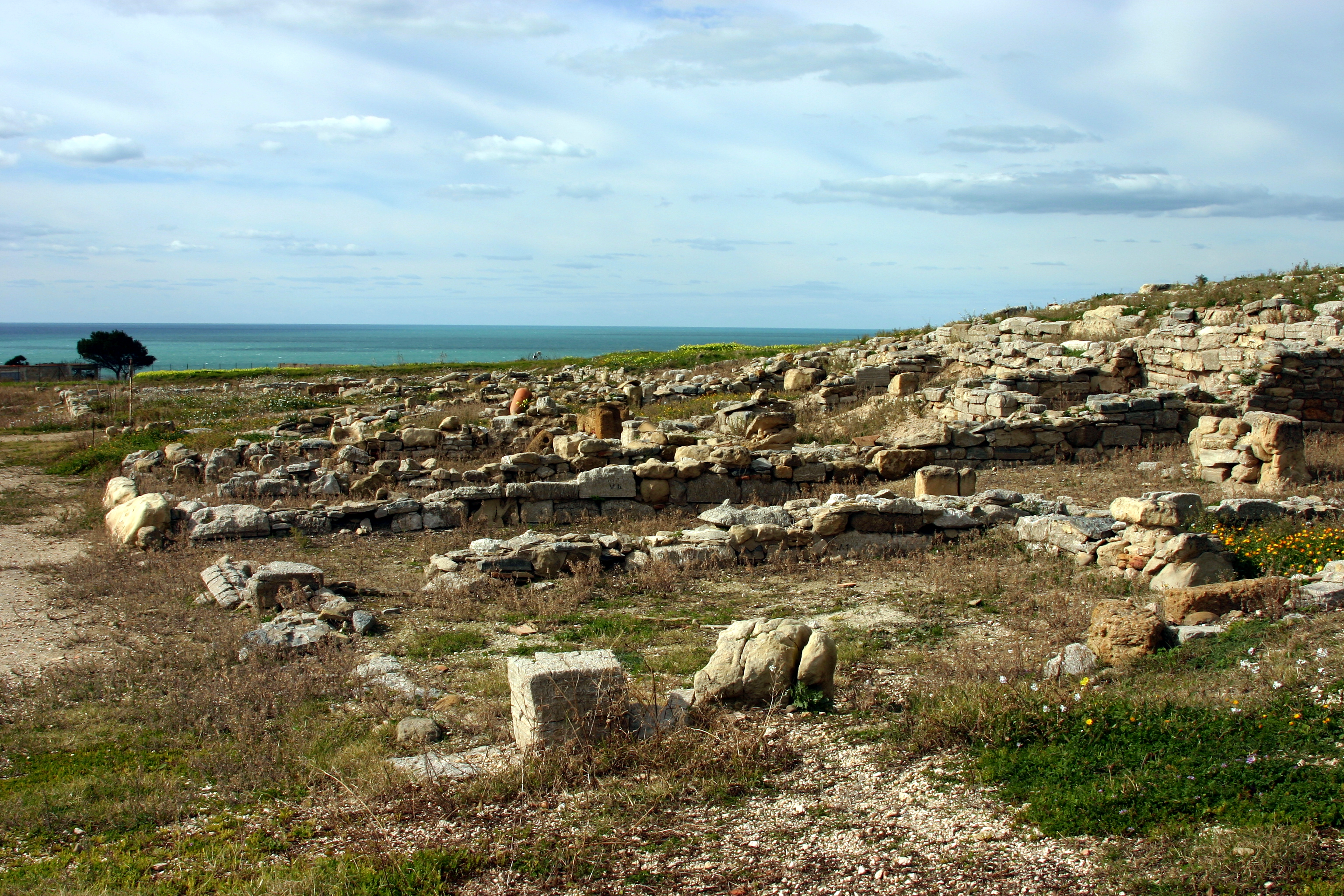
Ein ausgegrabenes Haus

Herakleia Minoa war eine antike Stadt an der Südküste Siziliens; sie lag an der Mündung des Flusses Halykos in der Nähe des heutigen Montallegro, etwa 35 Kilometer nordwestlich von Agrigent. Es war anfangs ein Außenposten von Selinus (Herodot 5, 46), wurde von Karthago erobert und war später Grenzstadt für Agrigent. Es ging durch Vertrag 405 v. Chr. an Karthago über und wurde von Dionysios I. von Syrakus zurückgewonnen, ging aber 383 v. Chr. wieder an Karthago zurück. Seitdem wurden Münzen, die ihren semitischen Namen, Ras Melkart, tragen, üblich. Zu dieser Zeit war Heraclea Minoa eine wichtige Grenzfestung. Hier landete Dion 357 v. Chr., als er Syrakus angriff. Die Agrigenter holten die Stadt 309 v. Chr. zurück, verloren sie aber bald wieder an Agathokles. Zeitweise war sie auch im Besitz von Pyrrhus.
Am Eingang gibt es ein kleines Antiquarium. Hier werden Fundstücke von den Ausgrabungen gezeigt.

## Sonstiges
In der Nähe von Herakleia Minoa liegt der GSSP (Global Standard Stratotype section and Point = „Typlokalität“) des Zancleums, der untersten geologischen Stufe des Pliozäns (Neogen).